# Brongniartia vazquezii
Brongniartia vazquezii är en ärtväxtart som beskrevs av Dorado. Brongniartia vazquezii ingår i släktet Brongniartia och familjen ärtväxter. Inga underarter finns listade i Catalogue of Life.